# نه تن
نه تن، روستایی از توابع بخش افزر شهرستان قیر و کارزین در استان فارس ایران است.

## جمعیت
این روستا در دهستان افزر قرار دارد و براساس سرشماری مرکز آمار ایران در سال ۱۳۸۵، جمعیت آن ۳۳۰ نفر (۶۳خانوار) بوده‌است.